# Jan de Hartog
Pour les articles homonymes, voir Hartog.
Jan de Hartog né à Haarlem, le 22 avril 1914 et mort à Houston, 22 septembre 2002 est un romancier néerlandais.

## Vie et œuvre
Jan de Hartog commence sa carrière littéraire en écrivant des romans policiers sous le pseudonyme de F.R. Eckmar (verrekmaar).